# Беляев, Игорь Алексеевич
И́горь Алексе́евич Беля́ев (род. 6 мая 1967) — советский и российский дипломат.

## Биография
Окончил Московский государственный институт международных отношений (МГИМО) МИД СССР (1989) и Дипломатическую академию МИД России (2002). Владеет арабским и английским языками. На дипломатической работе с 1989 года.
В 2003—2008 годах — советник, старший советник Посольства России в Сирии.
В 2009—2017 годах — старший советник, начальник отдела, заместитель директора Департамента Ближнего Востока и Северной Африки.
С 10 июля 2017 по 27 мая 2022 года — чрезвычайный и полномочный посол России в Алжире. Верительные грамоты вручил временному президенту Алжира А. Бенсалаху 29 мая 2019 года.

## Дипломатический ранг
- Чрезвычайный и полномочный посланник 2 класса (21 июля 2015)[4].
- Чрезвычайный и полномочный посланник 1 класса (11 июня 2019)[5].

## Награды
- Орден «За заслуги перед Отечеством» IV степени (21 февраля 2022) — За большой вклад в реализацию внешнеполитического курса Российской Федерации и многолетнюю добросовестную дипломатическую службу[6].
- Знак отличия «За безупречную службу» XXV лет (8 марта 2015) — За большой вклад в реализацию внешнеполитического курса Российской Федерации и многолетнюю добросовестную работу[7].